# 30838 Hitomiyamasaki
30838 Hitomiyamasaki este o planetă minoră (asteroid), cu un diametru de 2,791 km, din centura de asteroizi. A fost descoperită pe 7 februarie 1991 la Geisei observatory⁠(d) de Tsutomu Seki. 
Obiectul prezintă o orbită caracterizată de o semiaxă mare de 2,45858 UAi, o excentricitate de 0,14, o înclinație de 3,04737 ° în raport cu ecliptica.